# 宾居华侨管理区
宾居华侨管理区是中国云南省大理白族自治州宾川县曾经下辖的一个管理区。至2010年并入州城镇前，管理区总面积5.16平方千米，辖9个小组，全区有1,019户、2,352人，少数民族占总人口的6.12%。

## 历史
1955年10月，云南省农业厅在此地建立国营宾川机械农场。1958年12月，并入国营太和农场，成为太和农场宾居作业区，农场由省农垦局领导。1960年10月，太和劳改农场改建国营太和华侨农场。1962年6月，为安置印尼归侨，宾居作业区从太和华侨农场划出，建立国营宾居华侨农场，由中侨委领导，委托省侨务处管理。1970年改为云南生产建设兵团独立三团二营，1974年12月兵团撤销后恢复国营宾居华侨农场，由省农垦总局主管，1978年7月划归省侨办主管。
宾居华侨农场主要先后安置过4次归侨、难侨：1962年2月安置印尼归侨173人，1963年6月安置来自印度集中营的难侨312人，1964年5月至1970年1月，先后安置缅甸归侨280人；1978年4月至1979年上半年，安置越南难侨1,800人，此外还安置了少量马来西亚、柬埔寨归侨，总数达2,448人。
2009年3月20日，国营宾居华侨农场改制为宾川县人民政府宾居华侨管理区。2010年12月，撤销宾居华侨管理区，并入州城镇，改制为华侨社区。

## 地理
宾居华侨管理区位于宾川坝子南部，东、南、北与州城镇接壤，西与宾居镇毗邻。管理区东西横距2.5千米，南北纵距3.9千米，总面积5.16平方千米。地势平缓，南高北低，最高海拔1,596米，最低海拔1,525米。

### 气候
管理区属于亚热带低纬高原季风气候。年平均气温17.78C，年平均降雨量559.4毫米，年平均日照时数2664.5小时，年平均无霜期250-260天。